# Grav
 For alternative betydninger, se Grav (flertydig). (Se også artikler, som begynder med Grav)
En grav er et kunstigt dannet hul i terrænets overflade. I ren form hentydes ofte til det hul, som benyttes til begravelser – her anvendes betegnelsen især efter at hullet er dækket til. I kombinationer kan det henvise til både menneske- og dyreskabte huller, fx voldgrav, grusgrav eller rævegrav.
| Geografi/geologi | Spire Denne artikel om geografi er en spire som bør udbygges. Du er velkommen til at hjælpe Wikipedia ved at udvide den. |